# 川辺駿
川辺 駿（かわべ はやお、1995年9月8日 - ）は、広島県広島市安佐北区出身のプロサッカー選手。Jリーグ・サンフレッチェ広島所属。ポジションはミッドフィールダー（セントラル・ミッドフィールダー、攻撃的ミッドフィールダー）。日本代表。

## 来歴

### プロ入り前
4歳上の兄の影響で自身も幼少期からサッカーに親しみ、小学1年生の頃から地元強豪チームの広島高陽FCでプレーする。同クラブの2期上に渡大生、4期上に中山雄登、6期上に増田卓也がいる。
2008年、サンフレッチェ広島ジュニアユースへ入団する。同期に宮原和也・大谷尚輝。ボランチとして活躍し、日本クラブユースサッカー選手権 (U-15)大会3位進出に貢献している。
2011年、宮原・大谷らと共にサンフレッチェ広島ユースへ昇格する。同年高1のときからレギュラーに抜擢され中心選手として活躍し、同年度の山口国体少年の部3位、高円宮杯では2連覇（2011年高円宮杯プレミア・2012年高円宮杯プレミア）などに貢献した。
2013年から宮原・大谷らと共にトップチームに2種登録選手として登録され、同年3月13日ACL第2節対北京国安戦にベンチ入りを果たす。のち同年3月25日、宮原と共に所属はユースのままトップチームとプロ契約を結ぶ。なお高校年代選手のプロ契約としては髙萩洋次郎・岡本知剛以来3例目であるが、ユース所属でのプロ契約は初のケース。同年3月30日にJ1リーグデビューを果たしている。同時に活躍した広島ユースでは日本クラブユースサッカー選手権 (U-18)大会準優勝、同年度のJユースカップ準優勝に貢献する。
トップチームではJ1リーグ優勝を経験した。

### サンフレッチェ広島（第1次）
2014年にトップチーム昇格。同期入団は、宮原、大谷、高橋壮也、皆川佑介、茶島雄介、ビョン・ジュンボン。また、鈴木政一率いるU-18日本代表にも選出され、AFC U-19選手権2014 (予選)、AFC U-19選手権2014に出場している。

### ジュビロ磐田
2015年、当初はサンフレッチェ広島に登録されていた が、開幕直前にジュビロ磐田の名波浩監督に見初められ磐田へ期限付き移籍。4月10日にプロA契約を締結。第3節のカマタマーレ讃岐戦では、途中出場途中交代を経験したが、第6節の横浜FC戦で後半スタートから出場、初アシストを記録しチームの逆転勝利に貢献した。川辺は「丸亀があったからこそいい準備ができたし生かせた。今日のプレーを続けていきたい。」と話している。第27節のファジアーノ岡山FC戦で記録したリーグ戦初ゴールはJ2通算14000ゴール目であった。後半戦からはレギュラーに定着し磐田の3年ぶりのJ1復帰に貢献、U-22日本代表候補に選出されている。
2016年7月23日の横浜F・マリノス戦（日産スタジアム）でJ1初ゴールを挙げた。8月に小林祐希が移籍後は、小林の代役として本来のボランチではなくトップ下でプレーし、トップ下でも良いプレーを見せた。
2017年シーズンもレギュラーとして活躍し、この年に横浜FMから加入した中村俊輔からは「駿は代表に入ってもおかしくないし、もう一皮むけるといいと思う」と称賛された。また、シーズン終了後にはJ1・J2・J3に所属する満23歳以下の選手を対象としたタグ・ホイヤーヤングガンアワードのベスト11に選出された。

### サンフレッチェ広島（第2次）
2018年、4年ぶりに広島へ復帰。2018年シーズンは、広島ユース出身である事や期限付き先の磐田で活躍した事もあり期待値が高かったが、本来のポジションでは無いサイドハーフでの起用が多く、リーグ戦33試合に出場するもスタメンは12試合でレギュラー獲得までとはいかなかった。
2019年シーズン、ボランチとして開幕スタメンを掴み、4月6日に行われた第6節のガンバ大阪戦で得点を決め、広島での初ゴールを挙げた。この年リーグ戦全試合に出場した。
2020年シーズンは、背番号をかつて森﨑和幸や風間八宏が背負った8番へ変更し、2年連続でリーグ戦全試合出場を果たした。
2021年からは副キャプテンを務めることが発表された。

### グラスホッパー・クラブ・チューリッヒ
2021年7月1日、スイスのグラスホッパー・クラブ・チューリッヒへの移籍が発表された。8月7日、第3節のFCローザンヌ・スポルト戦で移籍後初出場を果たした。10月31日、第12節のFCシオン戦で欧州移籍後初ゴールを決めた。

### ウルヴァーハンプトン・ワンダラーズFC
2022年1月5日、グラスホッパーズと提携関係にあるイングランドのウルヴァーハンプトン・ワンダラーズFCに3年半契約で加入することが発表された。また、1月を現地で過ごしたのち、2021-22シーズン終了まではローンで引き続きグラスホッパーズでプレーすることが決定している。

### スタンダール・リエージュ
2023-24シーズンは、グラスホッパーを退団し、ウルヴァーハンプトン・ワンダラーズへの復帰が発表されていたが、7月9日にベルギー1部のスタンダール・リエージュへの完全移籍が発表された。

### サンフレッチェ広島（第3次）
2024年8月2日、サンフレッチェ広島への移籍合意が発表された。3年ぶりの復帰となる。

### 代表
2021年3月18日、国際親善試合およびFIFAワールドカップ2022カタールアジア2次予選兼AFCアジアカップ中国2023予選モンゴル代表戦のメンバーとして日本代表に初選出された。同韓国代表戦に後半41分から途中出場し、A代表デビューを果たした。同年6月7日、アジア2次予選・タジキスタン戦で代表初ゴールを挙げた。

## プレースタイル
攻撃面において特徴を持っており、磐田時代はシャドーなどの攻撃的なポジションで起用されたことがある。広島復帰後はダブルボランチの一角が主戦場。相手に囲まれてもボールを失わないテクニックを持ち、推進力のあるドリブルや3列目からの攻撃参加で、広島の攻撃に厚みを加えている。

## 人物・エピソード
- 2018年8月7日、マツダスタジアムで行われたプロ野球の広島東洋カープ対中日ドラゴンズの試合で始球式に臨み[注 1]、ノーバウンドでストライクゾーンに投げ込んだ。始球式後には「（現在ともに首位の両チームの）同時優勝を目指します。お互いが協力して、平和を発信し続けたい」と話した。自身は曾祖母が被爆者という被爆4世であり、毎年8月6日に黙祷を捧げている[37][38]。
- 磐田時代チームメイトだった元イングランド代表のジェイ・ボスロイドから「（いずれ）君は日本代表でプレーする。君はそうなることができる」と10代の頃から川辺を評価し、実際に2021年3月に代表に招集された際には「今日、君は日本代表に呼ばれ、それに値する。国を代表して戦うことほど大きな名誉はない。おめでとう。君のプレーが観たい」とコメントしている[39]。

## 所属クラブ
ユース経歴
- 広島高陽フットボールクラブ
- サンフレッチェ広島ジュニアユース
- サンフレッチェ広島ユース
  - 2013年 サンフレッチェ広島（2種登録選手）

プロ経歴
- 2014年 - 2021年6月  サンフレッチェ広島
  - 2014年 - 2015年  Jリーグ・アンダー22選抜
  - 2015年 - 2017年  ジュビロ磐田（期限付き移籍）
- 2021年7月 - 同年12月  グラスホッパー・クラブ・チューリッヒ
- 2022年 - 2023年  ウルヴァーハンプトン・ワンダラーズFC
  - 2022年1月 - 2023年  グラスホッパー・クラブ・チューリッヒ（期限付き移籍）
- 2023年 - 2024年8月  スタンダール・リエージュ
- 2024年8月 -  サンフレッチェ広島

## 個人成績
| 国内大会個人成績 | 国内大会個人成績 | 国内大会個人成績 | 国内大会個人成績 | 国内大会個人成績 | 国内大会個人成績 | 国内大会個人成績 | 国内大会個人成績 | 国内大会個人成績 | 国内大会個人成績 | 国内大会個人成績 | 国内大会個人成績 |
| 年度             | クラブ           | 背番号           | リーグ           | リーグ戦         | リーグ戦         | リーグ杯         | リーグ杯         | オープン杯       | オープン杯       | 期間通算         | 期間通算         |
| 年度             | クラブ           | 背番号           | リーグ           | 出場             | 得点             | 出場             | 得点             | 出場             | 得点             | 出場             | 得点             |
| 日本             | 日本             | 日本             | 日本             | リーグ戦         | リーグ戦         | リーグ杯         | リーグ杯         | 天皇杯           | 天皇杯           | 期間通算         | 期間通算         |
| ---------------- | ---------------- | ---------------- | ---------------- | ---------------- | ---------------- | ---------------- | ---------------- | ---------------- | ---------------- | ---------------- | ---------------- |
| 2013             | 広島             | 36               | J1               | 3                | 0                | 0                | 0                | 0                | 0                | 3                | 0                |
| 2014             | 広島             | 36               | J1               | 1                | 0                | 0                | 0                | 3                | 0                | 4                | 0                |
| 2015             | 広島             | 36               | J1               | 0                | 0                | -                | -                | -                | -                | 0                | 0                |
| 2015             | 磐田             | 40               | J2               | 33               | 3                | -                | -                | 1                | 0                | 34               | 3                |
| 2016             | 磐田             | 40               | J1               | 26               | 2                | 5                | 0                | 0                | 0                | 31               | 2                |
| 2017             | 磐田             | 40               | J1               | 32               | 4                | 3                | 1                | 3                | 0                | 38               | 5                |
| 2018             | 広島             | 36               | J1               | 33               | 0                | 5                | 0                | 3                | 0                | 41               | 0                |
| 2019             | 広島             | 40               | J1               | 34               | 3                | 2                | 0                | 1                | 0                | 37               | 3                |
| 2020             | 広島             | 8                | J1               | 34               | 3                | 1                | 0                | -                | -                | 35               | 3                |
| 2021             | 広島             | 8                | J1               | 19               | 3                | 2                | 0                | 0                | 0                | 21               | 3                |
| スイス           | スイス           | スイス           | スイス           | リーグ戦         | リーグ戦         | スイス杯         | スイス杯         | オープン杯       | オープン杯       | 期間通算         | 期間通算         |
| 2021-22          | グラスホッパー   | 40               | スーパーリーグ   | 34               | 7                | 2                | 0                | -                | -                | 36               | 7                |
| 2022-23          | グラスホッパー   | 40               | スーパーリーグ   | 33               | 9                | 2                | 0                | -                | -                | 35               | 9                |
| ベルギー         | ベルギー         | ベルギー         | ベルギー         | リーグ戦         | リーグ戦         | リーグ杯         | リーグ杯         | ベルギー杯       | ベルギー杯       | 期間通算         | 期間通算         |
| 2023-24          | リエージュ       | 6                | ジュピラー       | 36               | 7                | -                | -                | 1                | 0                | 37               | 7                |
| 日本             | 日本             | 日本             | 日本             | リーグ戦         | リーグ戦         | リーグ杯         | リーグ杯         | 天皇杯           | 天皇杯           | 期間通算         | 期間通算         |
| 2024             | 広島             | 66               | J1               | 13               | 0                | 2                | 0                | 2                | 0                | 17               | 0                |
| 2025             | 広島             | 6                | J1               |                  |                  |                  |                  |                  |                  |                  |                  |
| 通算             | 日本             | 日本             | J1               | 195              | 15               | 20               | 1                | 12               | 0                | 227              | 16               |
| 通算             | 日本             | 日本             | J2               | 33               | 3                | -                | -                | 1                | 0                | 34               | 3                |
| 通算             | スイス           | スイス           | スーパーリーグ   | 67               | 16               | 4                | 0                | -                | -                | 71               | 16               |
| 通算             | ベルギー         | ベルギー         | ジュピラー       | 36               | 7                | -                | -                | 1                | 0                | 37               | 7                |
| 総通算           | 総通算           | 総通算           | 総通算           | 331              | 41               | 24               | 1                | 14               | 0                | 367              | 42               |

その他の公式戦
| 2014   | J-22   | -      | J3     | 1 | 0 | 1 | 0 |
| 2015   | J-22   | -      | J3     | 0 | 0 | 0 | 0 |
| 通算   | 日本   | 日本   | J3     | 1 | 0 | 1 | 0 |
| 総通算 | 総通算 | 総通算 | 総通算 | 1 | 0 | 1 | 0 |

- 2024年
  - ベルギーリーグ・プレーオフ 9試合0得点

| 国際大会個人成績 | 国際大会個人成績 | 国際大会個人成績 | 国際大会個人成績 | 国際大会個人成績 |
| 年度             | クラブ           | 背番号           | 出場             | 得点             |
| AFC              | AFC              | AFC              | ACL              | ACL              |
| ---------------- | ---------------- | ---------------- | ---------------- | ---------------- |
| 2013             | 広島             | 37               | 2                | 0                |
| 2014             | 広島             | 36               | 2                | 0                |
| 2019             | 広島             | 40               | 4                | 0                |
| 2024-25          | 広島             | 66               |                  |                  |
| 通算             | AFC              | AFC              | 8                | 0                |

その他の国際公式戦
- 2019年
  - AFCチャンピオンズリーグ・プレーオフ 1試合0得点
- Jリーグ初出場：2013年3月30日 J1第4節・清水エスパルス戦（IAIスタジアム日本平）
- Jリーグ初得点：2015年8月1日 J2第27節・ファジアーノ岡山戦（シティライトスタジアム）

## タイトル

### チーム
サンフレッチェ広島ユース
- 高円宮杯 JFA U-18サッカープレミアリーグ WEST（2011年、2012年）
- 高円宮杯 JFA U-18サッカープレミアリーグ チャンピオンシップ（2011年、2012年）

サンフレッチェ広島
- J1リーグ（2013年）
- FUJIFILM SUPER CUP（2025年）

### 代表
- EAFF E-1サッカー選手権（2025年）

### 個人
- TAG Heuer YOUNG GUNS AWARD：1回（2017年）

## 代表歴

### 出場大会
- U-16日本代表
- U-17日本代表
- U-18日本代表
  - AFC U-19選手権2014 (予選)
- U-22日本代表
- 日本代表
  - 2022 FIFAワールドカップ・アジア予選（2021年）
  - キリンチャレンジカップ（2023年）
  - 2026 FIFAワールドカップ・アジア2次予選（2023年）
  - EAFF E-1サッカー選手権（2025年）

### 試合数
- 国際Aマッチ 8試合 1得点（2021年 - ）

| 日本代表 | 国際Aマッチ | 国際Aマッチ |
| 年       | 出場        | 得点        |
| -------- | ----------- | ----------- |
| 2021     | 4           | 1           |
| 2023     | 2           | 0           |
| 2025     | 2           | 0           |
| 通算     | 8           | 1           |

### 出場
| No. | 開催日         | 開催都市 | スタジアム                   | 対戦国         | 結果 | 監督   | 大会                                                            |
| --- | -------------- | -------- | ---------------------------- | -------------- | ---- | ------ | --------------------------------------------------------------- |
| 1.  | 2021年3月25日  | 横浜     | 日産スタジアム               | 韓国           | ○3-0 | 森保一 | 国際親善試合                                                    |
| 2.  | 2021年6月7日   | 吹田     | パナソニックスタジアム吹田   | タジキスタン   | ○4-1 | 森保一 | 2022 FIFAワールドカップ・アジア2次予選兼AFCアジアカップ2023予選 |
| 3.  | 2021年6月11日  | 神戸     | ノエビアスタジアム神戸       | セルビア       | ○1-0 | 森保一 | キリンチャレンジカップ                                          |
| 4.  | 2021年6月15日  | 吹田     | パナソニックスタジアム吹田   | キルギス       | ○5-1 | 森保一 | 2022 FIFAワールドカップ・アジア2次予選兼AFCアジアカップ2023予選 |
| 5.  | 2023年6月15日  | 豊田     | 豊田スタジアム               | エルサルバドル | ○6-0 | 森保一 | キリンチャレンジカップ                                          |
| 6.  | 2023年10月13日 | 新潟     | デンカビッグスワンスタジアム | カナダ         | ○4-1 | 森保一 | MIZUHO BLUE DREAM MATCH 2023                                    |
| 7.  | 2025年7月8日   | 龍仁     | 龍仁ミルスタジアム           | 香港           | ○6-1 | 森保一 | EAFF E-1サッカー選手権2025                                      |
| 8.  | 2025年7月15日  | 龍仁     | 龍仁ミルスタジアム           | 韓国           | ◯1-0 | 森保一 | EAFF E-1サッカー選手権2025                                      |

### ゴール
| #  | 開催日       | 開催都市 | スタジアム                 | 対戦国       | 結果 | 大会                                                                 |
| -- | ------------ | -------- | -------------------------- | ------------ | ---- | -------------------------------------------------------------------- |
| 1. | 2021年6月7日 | 吹田     | パナソニックスタジアム吹田 | タジキスタン | ○4-1 | 2022 FIFAワールドカップ・アジア2次予選兼AFCアジアカップ2023・2次予選 |

## 参考資料
- “川辺駿選手（サンフレッチェ広島ユース）プロ契約締結のお知らせ”.   J's GOAL (2013年3月25日). 2014年1月31日閲覧。
- 川辺駿 - ゲキサカ